# Hoytville (Ohio)
Hoytville es una villa ubicada en el condado de Wood en el estado estadounidense de Ohio. En el Censo de 2010 tenía una población de 303 habitantes y una densidad poblacional de 155,36 personas por km².

## Geografía
Hoytville se encuentra ubicada en las coordenadas 41°11′25″N 83°47′6″O / 41.19028, -83.78500. Según la Oficina del Censo de los Estados Unidos, Hoytville tiene una superficie total de 1.95 km², de la cual 1.92 km² corresponden a tierra firme y (1.59%) 0.03 km² es agua.

## Demografía
Según el censo de 2010, había 303 personas residiendo en Hoytville. La densidad de población era de 155,36 hab./km². De los 303 habitantes, Hoytville estaba compuesto por el 89.77% blancos, el 1.32% eran afroamericanos, el 1.65% eran amerindios, el 0.66% eran asiáticos, el 0% eran isleños del Pacífico, el 5.28% eran de otras razas y el 1.32% pertenecían a dos o más razas. Del total de la población el 15.84% eran hispanos o latinos de cualquier raza.